# Sentier de grande randonnée 22
Le sentier de grande randonnée 22, le GR 22, est défini par la Fédération française de la randonnée pédestre ainsi :
« du parvis de la cathédrale Notre-Dame de Paris à la célèbre abbaye du Mont-Saint-Michel ».
L'itinéraire du GR22 traverse notamment trois départements de l'Île-de-France (75, 92, 78) et trois départements normands (27, 61, 50).
À partir de Dreux, il fait plusieurs incursions allers-retours entre les départements d'Eure-et-Loir de la région Centre-Val de Loire et de l'Eure en Normandie. Il passe un peu par les Pays de la Loire, une première fois, juste avant d'arriver à Alençon où le sentier entre dans la Sarthe et une seconde fois, plus tard, brièvement dans la Mayenne.

## Localités traversées
- Paris

Dans les Hauts-de-Seine
- Issy-les-Moulineaux
- Meudon
- Sèvres
- Chaville

Dans les Yvelines
- La forêt de Rambouillet
- Orgerus
- Richebourg

Dans l’Eure-et-Loir
- Saint-Lubin-de-la-Haye
- Berchères-sur-Vesgre
- Saint-Ouen-Marchefroy
- Rouvres
- Boncourt
- Anet
- Sorel-Moussel
- Abondant
- Montreuil
- Dreux
- Mesnil-sur-l'Estrée, Saint-Germain-sur-Avre (Eure)
- Saint-Rémy-sur-Avre
- Saint-Lubin-des-Joncherets
- Dampierre-sur-Avre
- Bérou-la-Mulotière

Dans l’Eure
- Nonancourt
- Verneuil-sur-Avre

Dans l’Orne
- Bellême
- Alençon
- Carrouges
- Bagnoles-de-l'Orne
- Domfront

Dans la Manche
- Mortain
- Saint-Pois
- Avranches
- Pontaubault
- Le Mont-Saint-Michel

## Galerie

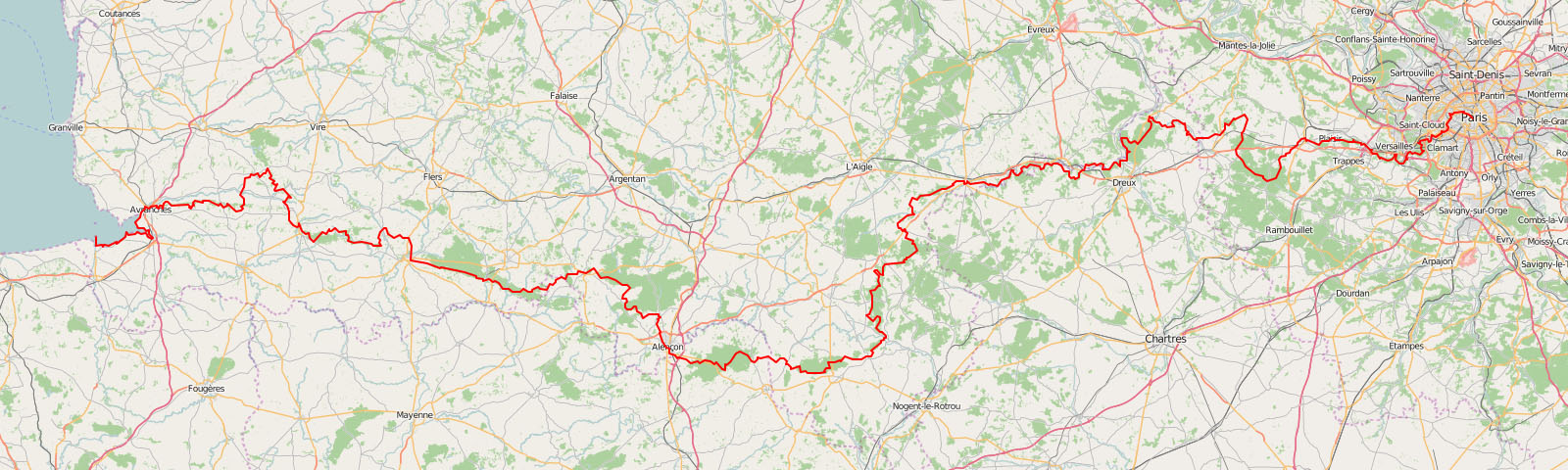
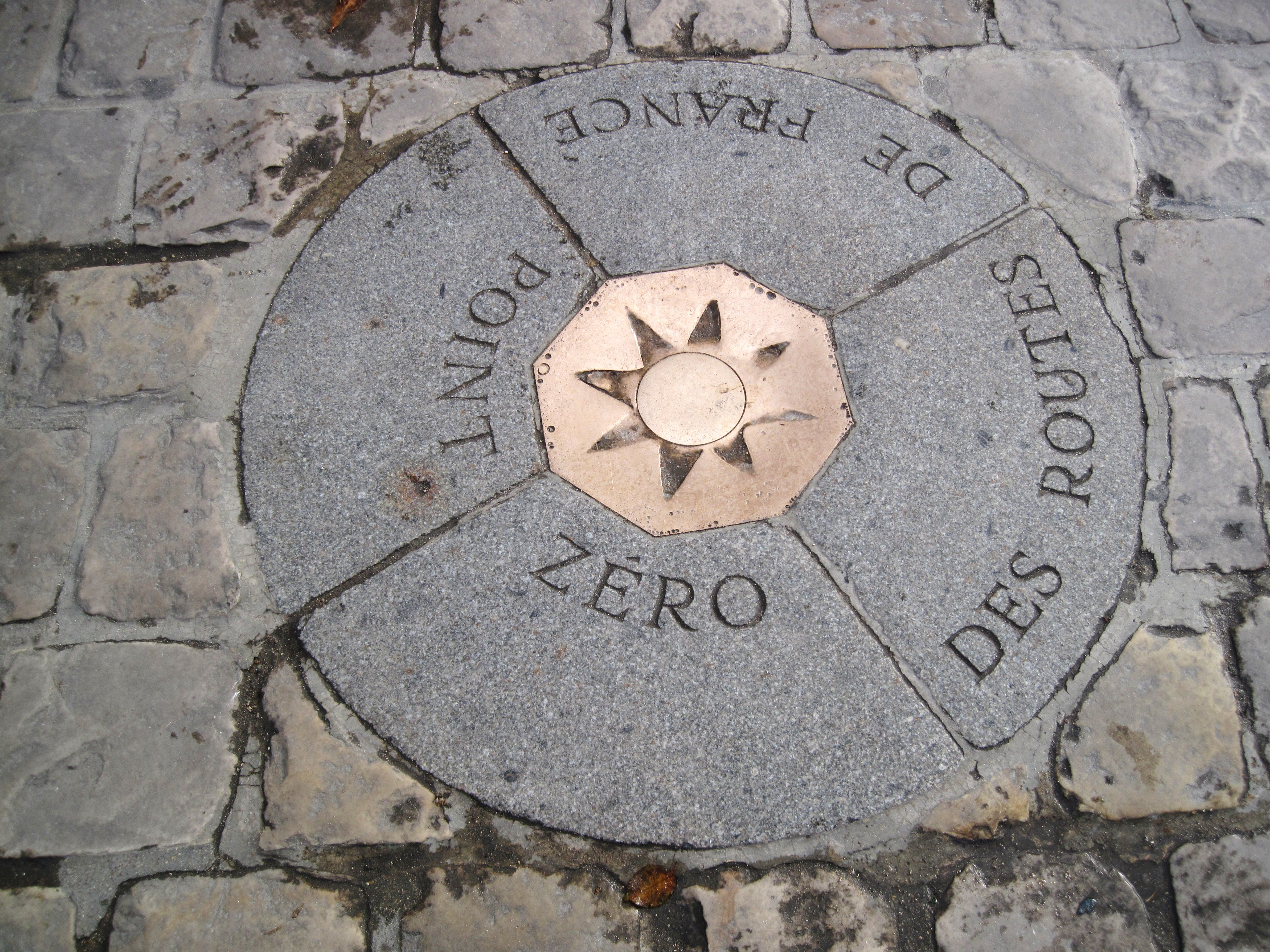
– Point zéro des routes de France – Sur le parvis de Notre-Dame de Paris
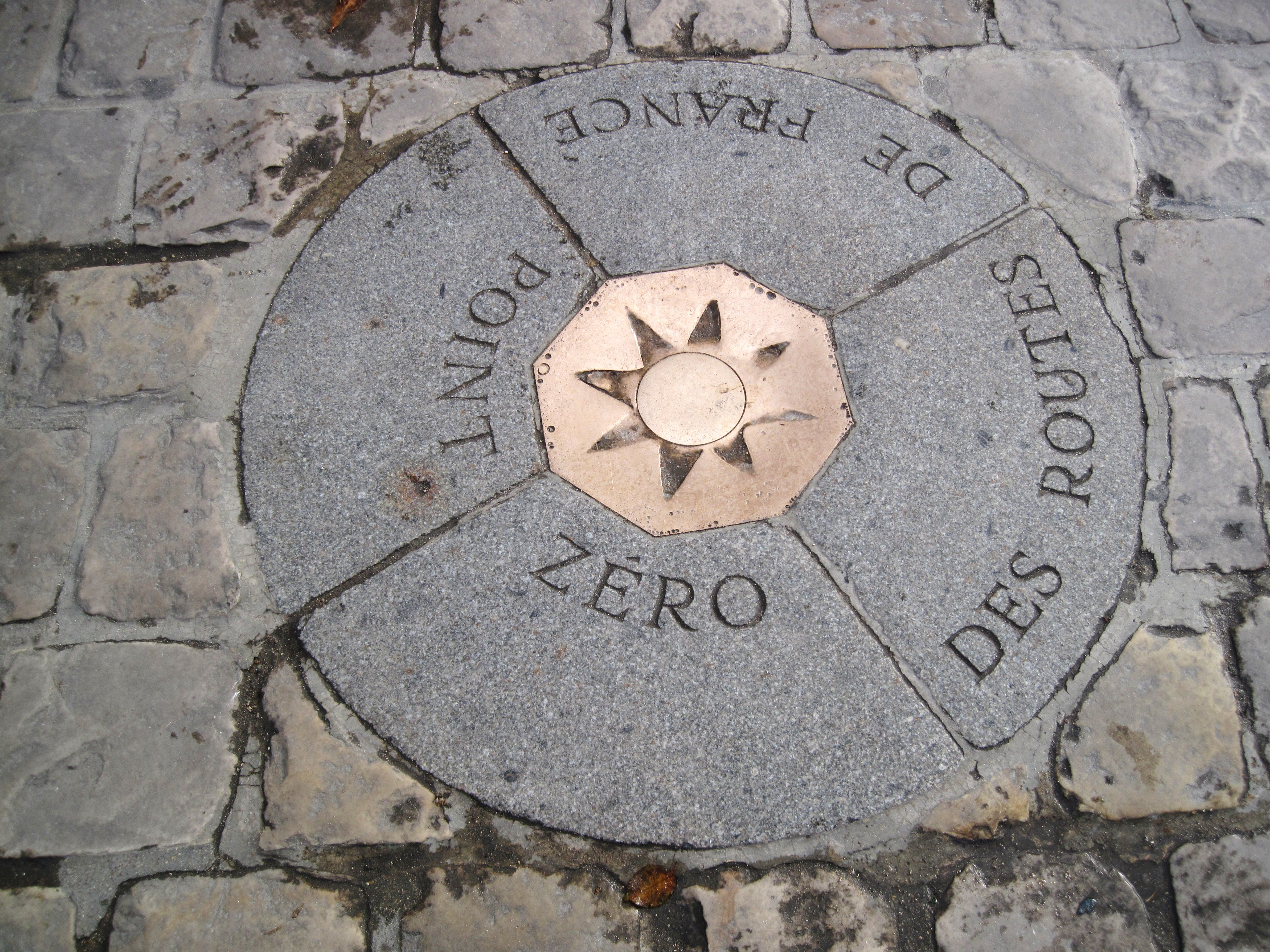
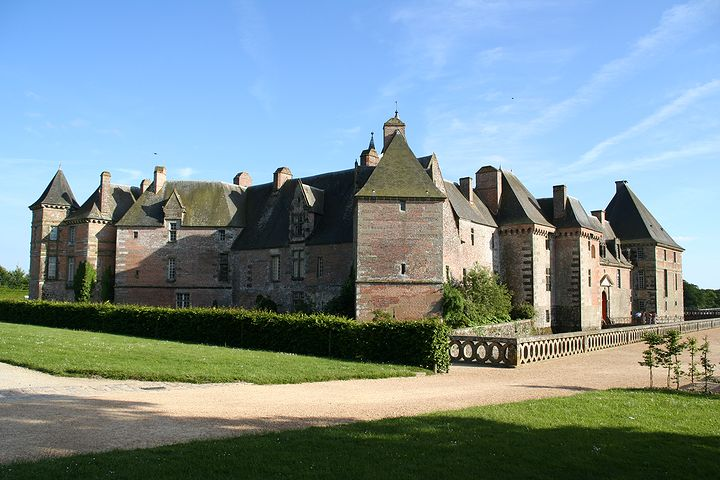
– Carrouges – Le château
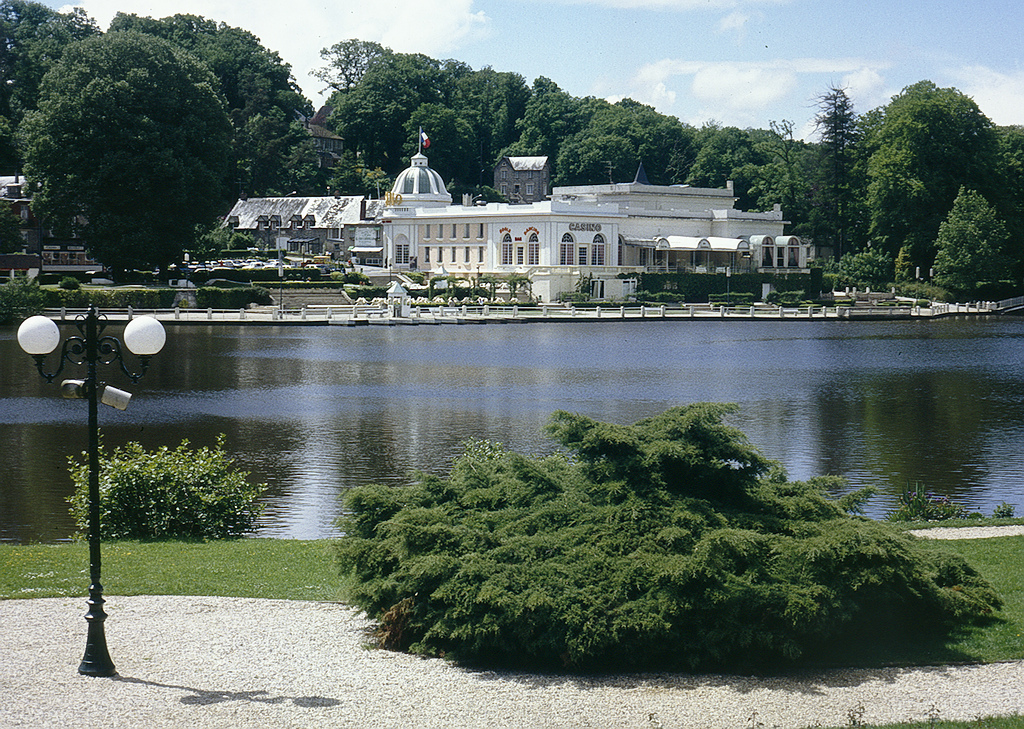
– Bagnoles-de-l'Orne – Le Lac et le casino
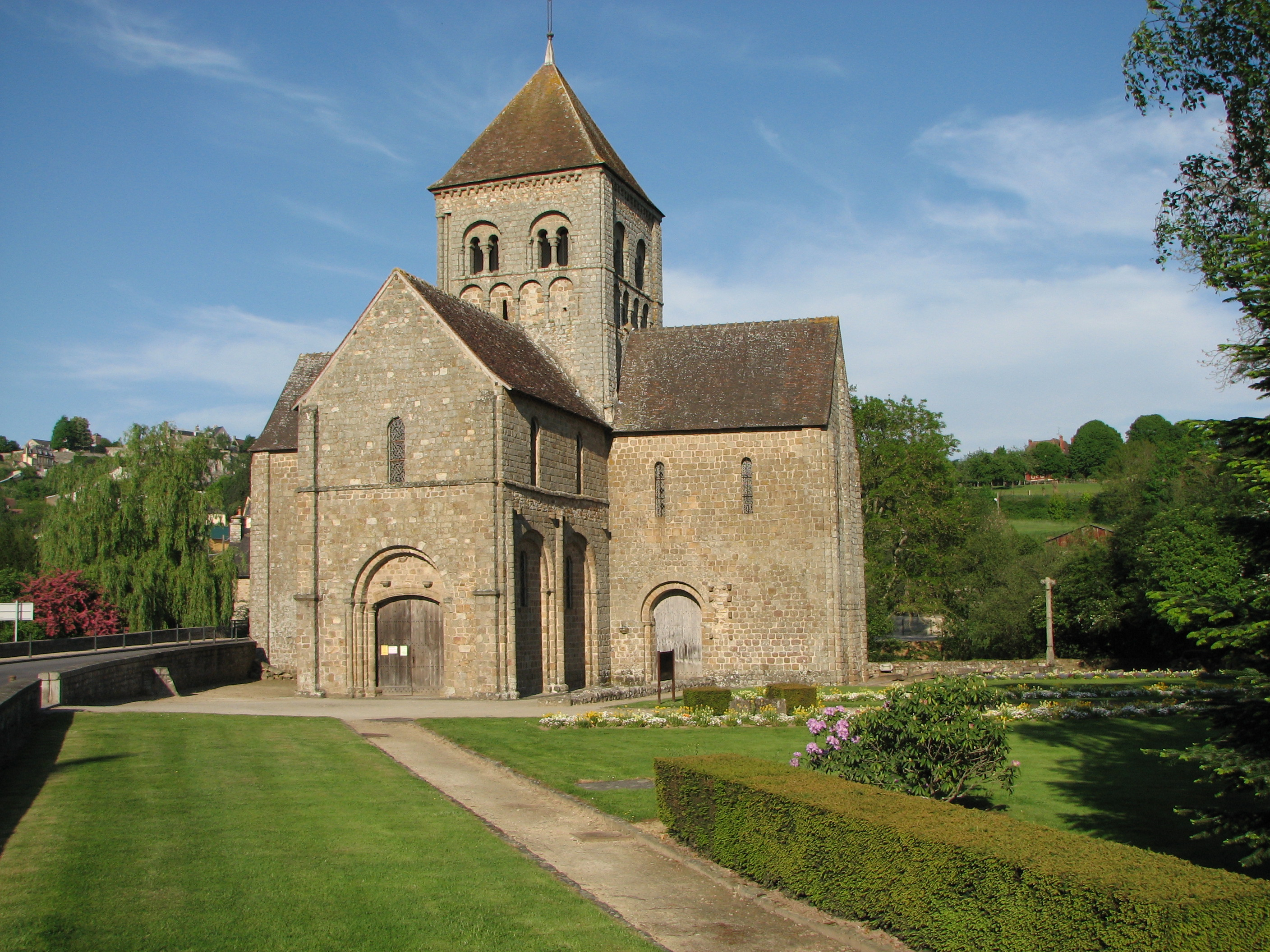
– Domfront – Notre-Dame-sur-l'eau
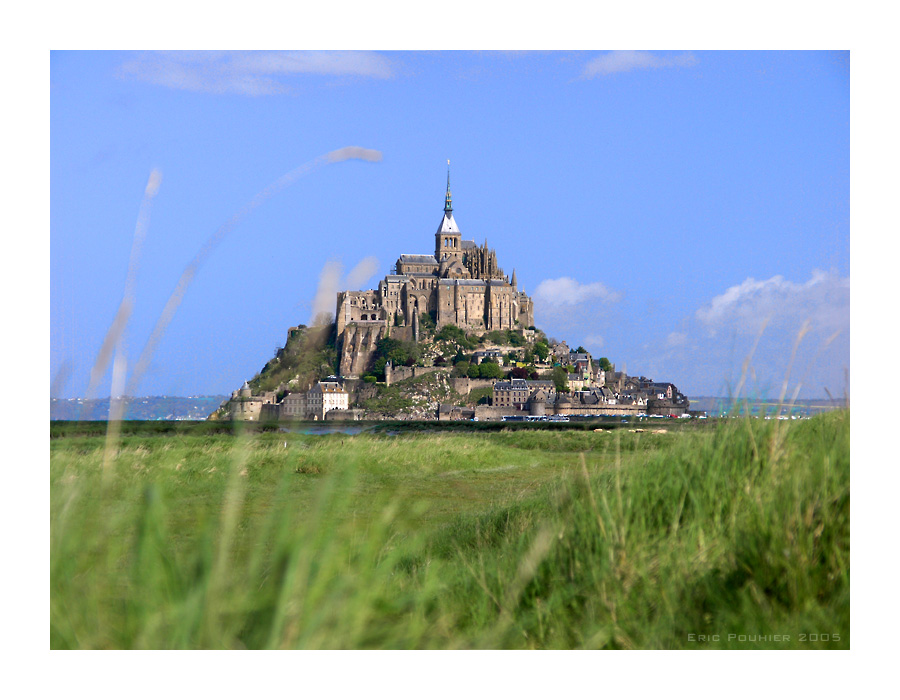
– Le Mont-Saint-Michel – vu depuis la grève